# Forces armées du peuple congolais
Les Forces Armées du Peuple Congolais (FAPC) est un groupe rebelle armé basé en Ituri, province de la République démocratique du Congo.

## Historique
Créé en 2003 et dirigé par Jérôme Kakwavu, il est soutenu par l’Ouganda.